# Betsy Meyer

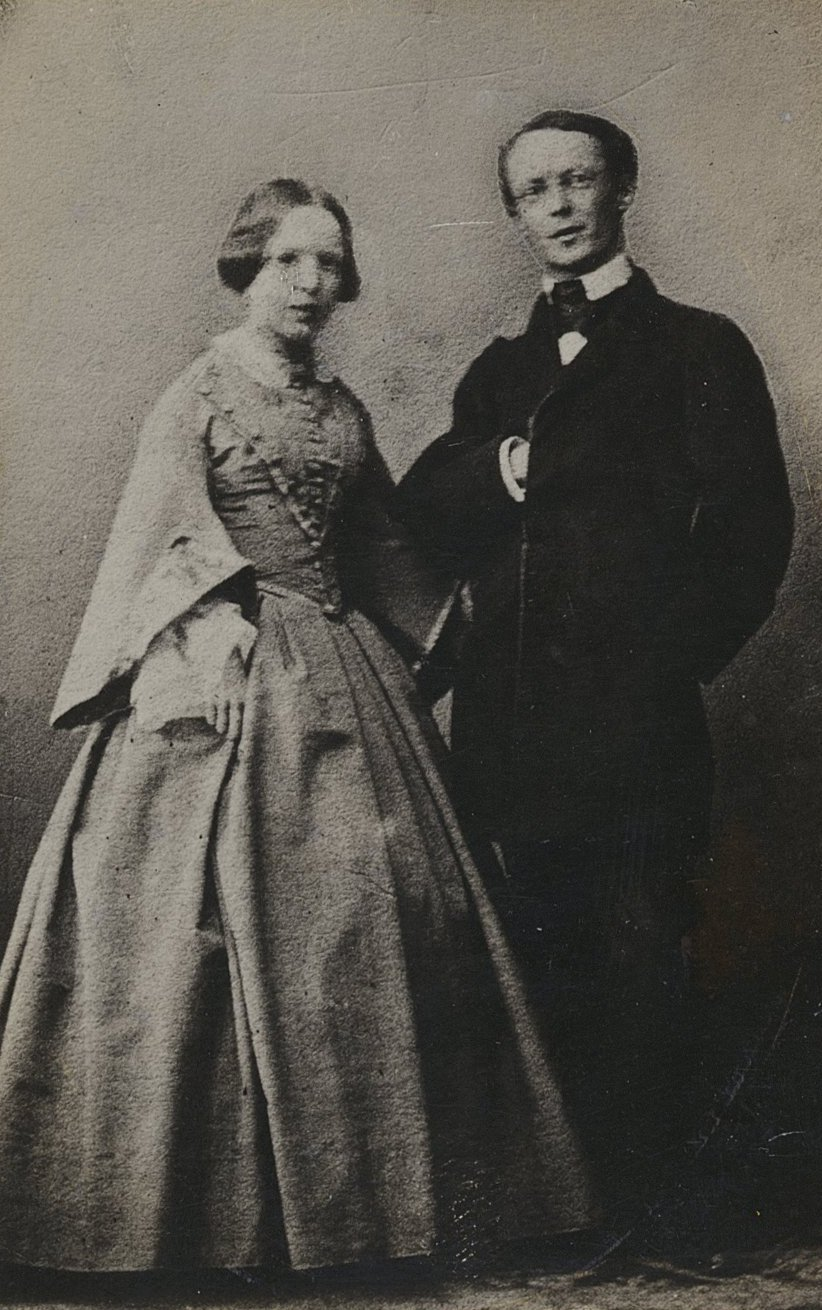
Betsy Meyer mit ihrem Bruder Conrad Ferdinand Meyer (um 1855)

Betsy Meyer, vollständiger Name Elisabeth Cleophea Meyer (* 19. März 1831 in Zürich; † 22. April 1912 in Veltheim; heimatberechtigt in Zürich), war eine Schweizer Schriftstellerin aus dem Kanton Zürich.

## Leben
Betsy Meyer war eine Tochter von Ferdinand Meyer und Betsy Meyer-Ulrich. Sie war die Schwester von Conrad Ferdinand Meyer und schrieb dessen Biografie. Meyer betrieb Mal- und Zeichenstudien. Von Jugend an engagierte sie sich karitativ: in Zürich für weibliche Strafgefangene, in Florenz im Rahmen der Waldensergemeinde und in Männedorf ab 1880 mit dem Eintritt in die Zellersche Anstalt für Gemütskranke.
Ausserdem unterstützte sie ihren Bruder und ermöglichte ihm 1864 den ersten Schritt in die Öffentlichkeit. Sie vermittelte als dessen Mitarbeiterin zwischen ihm und seinem Verleger und war mindestens bis 1879 Mitautorin von Werken Meyers (unter anderem Der Heilige, erschienen 1879). Ab 1892 kümmerte sie sich allein um die Revision der neuen Auflagen seiner Werke. Für Adolf Freys Standardbiografie über ihren Bruder war sie bis zum Zeitpunkt von dessen Heirat die mündliche und schriftliche Hauptquelle.

## Werke
- Conrad Ferdinand Meyer in der Erinnerung seiner Schwester Betsy Meyer. Verlag Gebrüder Paetel, Berlin 1903. (Nachdruck 1971: Zbinden Verlag, Basel)